# Ufologie
Ufologie (Ableitung von UFO, Abk. für Unidentifiziertes Flug-Objekt, und griechisch λόγος logos, „Lehre“) ist, je nach Sichtweise, eine Proto- bzw. eine Pseudowissenschaft, die sich mit der Untersuchung und dem Studium von UFO-Sichtungen und den damit zusammenhängenden Phänomenen beschäftigt. Ufologie ist keine ausgewiesene akademische Wissenschaft und wird größtenteils von privaten Organisationen und Einzelforschern betrieben. Besonders stark ist die Ufologie in den USA vertreten; in Deutschland gibt es seit den späten 1970er Jahren Ufologie in vergleichsweise begrenztem Umfang.
Eine wissenschaftlich orientierte Ufologie versucht sich von Beginn an von nicht hinreichend überprüfbaren bzw. nicht durch kompetente Beobachter und technische Beobachtungsinstrumente belegten Sichtungen abzugrenzen und so insbesondere auch von Meldungen und Theorien, die im Bereich des Ufoglaubens zu verorten sind, d. h. mythologische oder religiöse bzw. pseudoreligiöse Aspekte aufweisen. Eine Sonderrolle bilden diejenigen UFO-Forscher, die sich explizit mit der Frage befassen, ob im traditionellen mythologischen oder religiösen Schriftgut Darstellungen enthalten sind, die – unter Berücksichtigung der damals unzulänglichen Verständnis- und Sprachmöglichkeiten – an moderne UFO-Sichtungen gemahnen könnten, so dass hierfür der Begriff Prä-Astronautik geprägt wurde.

## Geschichte

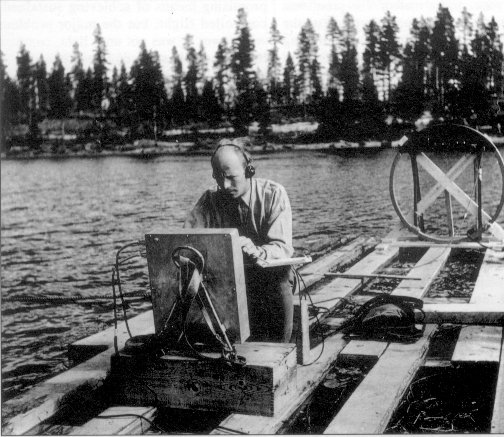
Suche nach einer „Geisterrakete“ im See Kölmjärv, 1946, Schweden

Schon im Zweiten Weltkrieg hatte es durch amerikanische Militärpiloten UFO-Sichtungen gegeben, die sie „Foo-Fighter“ oder „Kraut-Feuerbälle“ nannten. Laut den Berichten sollen diese Lichtkugeln die Kampfflieger umrundet und begleitet haben, weshalb sie manchmal für Beobachtungsflugkörper des Feindes gehalten wurden. Nach dem Zweiten Weltkrieg waren es die sogenannten „Geisterraketen“ in Schweden und schließlich die Sichtung des US-amerikanischen Piloten Kenneth Arnold von „fliegenden Untertassen“ 1947, die das öffentliche Interesse auf das UFO-Phänomen lenkten.
Mit den Versuchen, diese Sichtungen aufzuklären, beginnt auch die Geschichte der Ufologie. Anfangs war es vor allem das Militär, welches Untersuchungen anstrengte. Das US-Militär befürchtete geheime Fluggeräte der UdSSR hinter den Sichtungen – möglicherweise auf der Basis von erbeuteter deutscher Technologie. Daher war es an Untersuchungen sehr interessiert.
Anfang der 1950er Jahre änderte das US-Militär jedoch – zumindest in der Öffentlichkeit – seine Strategie: UFOs wurden nun heruntergespielt und lächerlich gemacht, auch mit Hilfe der Geheimdienste. Ein Grund ist die Furcht vor Hysterie und Panik in der Bevölkerung. Diese, so die Vermutung der US-Geheimdienste, könnte die Sowjetunion für psychologische Kriegsführung nutzen. Auch mussten Sichtungen des geheimen US-Spionageflugzeugs Lockheed U-2 aus den Medien gehalten werden. Ein weiterer Grund war, dass die zuständigen Stellen keine klare Antwort auf das Phänomen hatten – Fragen danach waren daher unerwünscht. Spätestens mit dem Condon Report wurden UFOs in der öffentlichen Wahrnehmung als „Spinnerei“ gebrandmarkt. Offiziell haben sich die USA seitdem nicht mehr mit dem Thema UFOs beschäftigt.
Das gilt auch für die meisten anderen Länder der Welt. Bis heute sind es vor allem verschiedene private Gruppen und Forscher, die auf dem Gebiet der Ufologie aktiv sind. Eine Ausnahme stellt Frankreich dar, welches mit der GEIPAN (früher GEPAN, SEPRA; siehe weiter unten) seit 1977 eine offizielle Stelle für UFO-Untersuchungen unterhält. Verschiedene Staaten haben trotz offizieller Dementis vor dem Hintergrund des Kalten Krieges im Geheimen weiter UFO-Berichte gesammelt. Diese Akten sind heute teilweise freigegeben (siehe Freigegebene Regierungsakten).
In Deutschland ist die Ufologie nicht besonders stark vertreten. Es gibt einige private Organisationen, die sich mit dem Thema beschäftigen, die Mitgliederzahl aller Organisationen zusammen liegt (nach eigenen Angaben) bei einigen hundert. Staatliche Forschung oder eine zuständige Behörde für die Untersuchung von UFO-Meldungen gibt es in Deutschland offiziell nicht.
In Sibirien haben Schamanen der indigenen Hezhen und Ultschen als Reaktion auf die zwangsweise Russifizierung durch die Sowjetunion u. a. die Ideen der Ufologie aufgegriffen: Sie behaupten seitdem, ihre ekstatischen „Jenseitsreisen“ mit fliegenden Untertassen durchzuführen.

## Hintergrund
Ufologie bezeichnet ein Tätigkeitsfeld – der Begriff sagt noch nichts über die Überzeugungen einer Person aus, die sich Ufologe nennt. Innerhalb der Ufologie gibt es mehrere Strömungen und Erklärungsmodelle. Einige Ufologen vertreten selbst die Ansicht, dass alle UFOs profan erklärt werden können.
Neben der reinen Beschäftigung mit UFO-Sichtungen werden teilweise auch mit UFO-Sichtungen vermeintlich zusammenhängende Phänomene in den Bereich der Ufologie gezählt, wie Kornkreise, verstümmelte Tiere oder Berichte über Entführung durch Außerirdische.
Ernsthafte Ufologie erfordert interdisziplinäres Fachwissen und Herangehensweisen: So werden für die Identifikation von Objekten Kenntnisse der Astronomie, Meteorologie, Luft- und Raumfahrt benötigt, für die Analyse von Spuren und physikalischen Wechselwirkungen mit der Umgebung Kenntnisse der Physik, Chemie und Biologie, für die Bewertung von Zeugenaussagen Fachkenntnisse der Wahrnehmungspsychologie und Neurologie. Die Auswertung indirekter Belege erfordert u. a. Kenntnisse in der Bildanalyse und Radartechnik.
Da es keine akademische Ausbildung gibt, die einen Abschluss zum „Ufologen“ beinhaltet, ist der Begriff nicht mit wissenschaftlichen Standards verbunden. Es gibt lediglich Richtlinien, die von einzelnen Anhängern vorgeschlagen wurden, die innerhalb der Ufologie für Untersuchungen und Studien eingehalten werden sollten, um bestimmten Ansprüchen auf Sorgfalt und Unvoreingenommenheit gerecht zu werden.
So empfiehlt z. B. Peter A. Sturrock für Studien im Gebiet der Ufologie mindestens folgende Punkte:
1. Vor-Ort-Untersuchungen, die in Fallbeschreibungen und der Messung oder Sammlung physikalischer Belege münden
2. Laboruntersuchungen von physikalischen Spuren
3. Systematische Erfassung von Daten (deskriptive und physische), um Muster und signifikante Fakten zu erkennen
4. Die Analyse der erfassten Daten (deskriptive und physische), um Muster und signifikante Fakten zu erkennen
5. Die Entwicklung von Theorien und die Überprüfung dieser Theorien auf der Basis der Fakten[7]

Ernsthaftere Ufologen rechnen sich selbst üblicherweise den Grenzwissenschaften zu, betrachten aber Gruppen anderer Ufologen als unseriös und rechnen deren Tätigkeit zu den Parawissenschaften oder auch Pseudowissenschaften. Manche Ufologen lehnen den Begriff „Ufologie“ daher ganz ab und vertreten die Meinung, dass es bisher keine Ufologie im eigentlichen Sinne gibt.
In den Naturwissenschaften wird Ufologie im Allgemeinen als unseriös bewertet bzw. im Kontext kein relevanter oder fassbarer Forschungsgegenstand gesehen. Mit wenigen Ausnahmen findet eine Beschäftigung mit Themen aus dem Bereich der Ufologie dort nicht statt. Besonders in Deutschland wird Ufologie auch in den Medien meistens als unseriös, lächerlich und pseudowissenschaftlich rezipiert, mit der öffentlichen Meinung verhält es sich ähnlich.

## Studien, Untersuchungen und Konferenzen

### Project Sign, Project Grudge (USA, 1947–1949)
Die ersten offiziellen Untersuchungen zum Thema UFOs der US Air Force waren Project Sign (1947–1949) und dessen Nachfolger Project Grudge (1949). Untersucht wurden mehrere hundert Vorfälle. Die meisten davon konnten konventionell aufgeklärt werden. Einige als glaubwürdig eingestufte Vorfälle blieben jedoch unerklärt. Die Informationen reichten aber nicht aus, um unbekannte Fluggeräte als Erklärung solcher Sichtungen zu bestätigen oder auszuschließen.
Für die Ufologie besonders interessant ist, dass verschiedene interne Berichte und Memos – entgegen dem offiziellen Abschlussbericht – von UFOs als realen, unbekannten, fliegenden Objekten sprechen. Erwähnenswert sind dabei das Twining Memo und das Schulgen Memo.

### 'Flying Saucer' Working Party (GB, 1950–1951)
Die  'Flying Saucer' Working Party ist die erste Untersuchung des Phänomens durch die Regierung Großbritanniens. Durch die vermehrt auftauchenden UFO-Berichte alarmiert, richtete das englische Verteidigungsministerium die 'Flying Saucer'-Arbeitsgruppe für deren Untersuchung ein. Die Arbeitsgruppe setzte sich aus Personal der Geheimdienste, des Luftfahrtministeriums, der Admiralität und des Verteidigungsministeriums zusammen. Die Arbeit umfasste die Analyse einiger hundert UFO-Berichte.
Im Abschlussbericht aus dem Juni 1951 mit dem Titel „Unidentified Flying Objects: Report by the 'Flying Saucer' Working Party“ schreiben die Autoren, dass es durch die Datenlage unmöglich ist, extraterrestrische Fluggeräte als Ursache wissenschaftlich zu bestätigen oder zu widerlegen. Es ist jedoch möglich, den größten Teil der Sichtungen konventionell zu erklären. Die Autoren bemerkten weiter, dass kein Fortschritt bei der Forschung zu erwarten sei, solange nicht weit größere Anstrengungen für die Forschung unternommen werden.

### Project Blue Book (USA, 1951–1969)
Als Nachfolger von Project Sign und Project Grudge wurde 1951 unter der Leitung von Edward J. Ruppelt Projekt Blue Book ins Leben gerufen. Project Blue Book unterstand der US Air Force und hatte hauptsächlich zwei Ziele:
1. zu klären, ob UFOs eine Bedrohung der nationalen Sicherheit sind, und
2. die wissenschaftliche Analyse von UFO-Vorfällen.

Project Blue Book wurde am 17. Dezember 1969 nach dem Bericht des Condon Committee (siehe unten) eingestellt. Bis dahin wurden 12.618 Vorfälle untersucht; die meisten konnten konventionell erklärt werden (Wolken, Planeten, Flugzeuge etc.). 701 Fälle blieben jedoch „unidentifiziert“, was 6 % entspricht.

#### Battelle Memorial Institute Report (USA, 1952–1954)

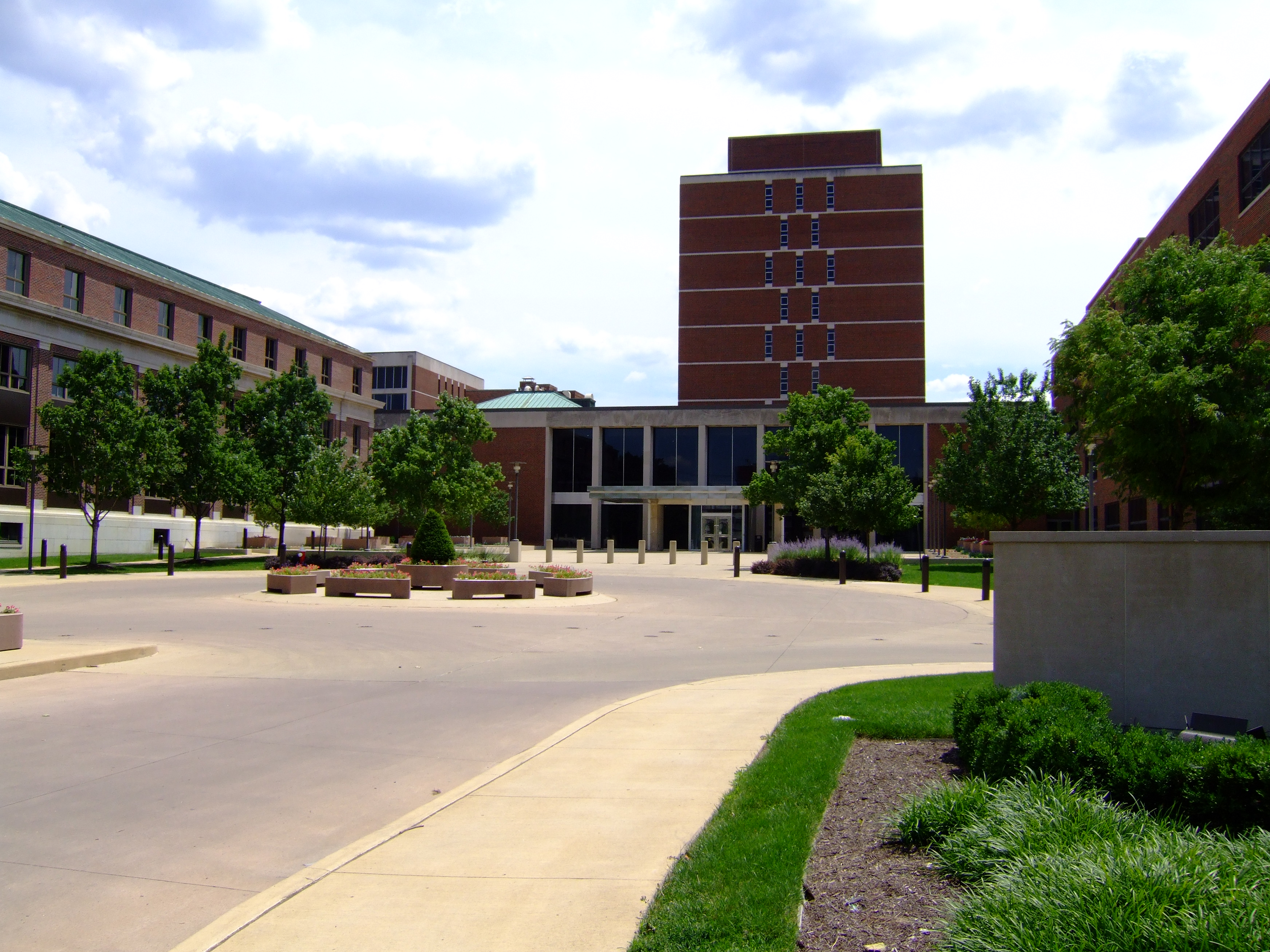
Battelle Memorial Institute, Columbus

Der Battelle Memorial Institute Report (auch bekannt als Project Blue Book – Special Report No. 14) ist das Ergebnis der Zusammenarbeit von Project Blue Book und dem Battelle Memorial Institute. Entstanden ist die Zusammenarbeit auf Initiative des damaligen Leiters von Project Blue Book, Edward J. Ruppelt. von 1952 bis 1954 wurden 2199 Objekt-Sichtungen von Mitarbeitern des Battelle Memorial Institute kategorisiert und analysiert. Dabei wurden 434 Objekte der Kategorie „unbekannt“ zugeordnet – Ursprung oder Art des Objekts konnten nicht identifiziert werden. Entgegen den Erwartungen stieg die prozentuale Anzahl der „unbekannten“ Objekte mit der Zuverlässigkeit der Informationen über eine Sichtung an. In der höchsten Qualitätskategorie „exzellent“ blieben 33,3 % unerklärlich, gegenüber 12,2 % in der schlechtesten.
Die US Air Force sah den Report ungeachtet der statistischen Auffälligkeiten als Bestätigung ihrer offiziellen Einschätzung, dass UFOs grundsätzlich konventionell erklärt werden können. Edward J. Ruppelt kritisierte in seinem 1956 erschienenen Buch „The Report on Unidentified Flying Objects“ diese Bewertung des Reports und behauptet, der Bericht wäre zu politischen Zwecken missbraucht worden, ohne auf die Inhalte einzugehen.

#### Robertson Panel (USA, 1953)
Ende 1953 schaltete sich die CIA in die UFO-Kommission der Air Force ein. Sie bildete ein Wissenschaftsgremium, das sogenannte Robertson Panel (auch bekannt als Durant Report, dem Abschlussbericht), das sich mehrere Tage lang mit dem UFO-Problem befassen sollte. Die Aufgabe des Gremiums war es, die Bedrohung der nationalen Sicherheit durch die Sichtungen von UFOs zu beurteilen und Verfahrensempfehlungen hinsichtlich des Vorgehens in Sachen UFOs zu erarbeiten. Das Gremium kam u. a. zu dem Schluss, dass das allgemeine Interesse an UFOs durch eine gezielte PR-Kampagne der „Entlarvung“ („debunking“) und Verunglimpfung verringert werden sollte.

#### Condon Report (USA, 1969)
1966 bis 1968 untersuchte im Auftrag der US Air Force ein als unabhängig bezeichnetes Forschungsteam unter Leitung des Quantenphysikers Edward U. Condon das UFO-Phänomen an der Universität von Colorado auf der Basis eines 500.000 Dollar-Vertrages. In dem Abschlussbericht kam Condon zu dem Schluss:

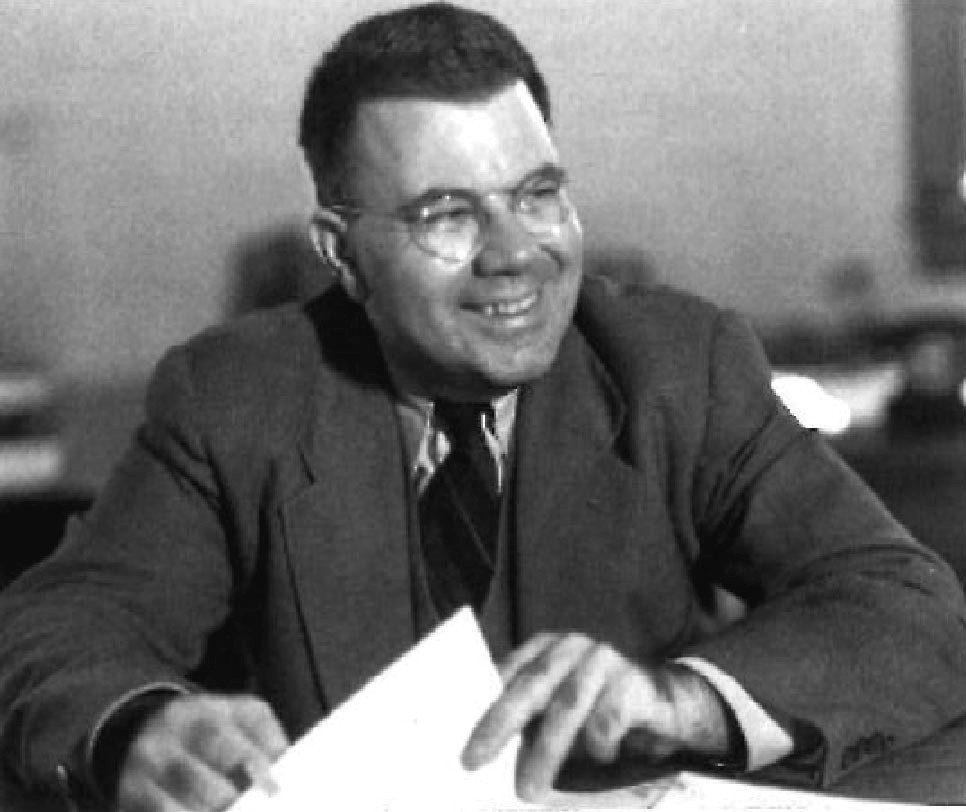
Edward U. Condon

„In den vergangenen 21 Jahren hat die UFO-Forschung nichts zu unserem wissenschaftlichen Wissensschatz beigetragen … Daher kann eine Fortsetzung der UFO-Forschung wahrscheinlich nicht mit der Erwartung gerechtfertigt werden, dass sie wissenschaftliche Fortschritte bringt“.
Auf dieser Grundlage beendete die Air Force 1969 Project Blue Book und stellte fest, dass
„nach zweiundzwanzig Jahren der Ermittlung… keine der bekanntgegebenen und untersuchten unbekannten Objekte eine Gefahr für unsere nationale Sicherheit darstellten.“
Allerdings endete die Untersuchung in einem kleinen Skandal wegen der Veröffentlichung des sog. 'Low-Memorandums' in der Presse. Die Aktennotiz von Robert Low, eines Mitarbeiters von Condon, beschrieb den Plan, die UFO-Untersuchung nur zum Schein objektiv durchzuführen, aber letztendlich zu einem von vornherein feststehenden Ergebnis zu gelangen.
Condons Zusammenfassung stand ebenfalls in einem gewissen Widerspruch zu den im Bericht enthaltenen Daten. Der Meteorologe Joachim Küttner schrieb dazu in 'Aeronautics and Astronautics': „Man ist froh, das Urteil eines so erfahrenen Mannes zu lesen … aber man findet keine Unterstützung dafür in dem Bericht“ (A&A, Nov 1970, S. 49); D. Greenberg bezeichnete die Untersuchung als „himmlische Schweinebuchtlandung“ (Science, vol. 162, 25. Oct 1968).
1972 veröffentlichte J. Allen Hynek, der von 1947 bis 1968 astronomischer Berater von Project Blue Book gewesen war, das Buch „The UFO Experience – A Scientific Inquiry“ (Die UFO-Erfahrung – eine wissenschaftliche Untersuchung), in dem er vollkommen andere Schlüsse als Edward Condon zog und scharfe Kritik an der Untersuchungskommission übte. Hynek gilt auch heute noch als eine der Leitfiguren der UFOlogen-Szene. Ähnliche Kritik übte bereits zuvor der Atmosphärenphysiker James McDonald, der sich auch in der UFO-Forschung einen Namen gemacht hatte, in einer Anhörung des US-Kongresses.
→ Der Condon Report kann online abgerufen werden; siehe unter Weblinks/Dokumente.

### Project Identification (USA, 1973–1980)
1973 versuchte Harley D. Rutledge, Physiker an der University of Missouri, die Existenz oder Nichtexistenz des UFO-Phänomens durch eine wissenschaftliche Feldstudie zu belegen. Mehrere hundert Helfer mit mobilen Beobachtungswagen und technischer Ausrüstung (u. a. Kameras, elektromagnetische Frequenzanalysatoren, Schalldetektoren, Radar) observierten eine Gegend bei Piedmont (Missouri), diese war bekannt für wiederholte UFO-Sichtungen. Es wurden in insgesamt 427 Stunden Beobachtung zwischen 1973 und 1980 157 Objekte registriert, die nicht identifiziert werden konnten. Laut Rutledge war dies ein Beleg für die Existenz des UFO-Phänomens. Weitere wissenschaftliche Untersuchungen seien für beweiskräftige Aussagen nötig und angebracht.

### Studien der GEPAN, SEPRA & GEIPAN (F, 1977–heute)
1977 wurde in Frankreich die staatliche Groupe d'étude des phénomènes aérospatiaux non-identifiés (GEPAN – zu deutsch Studiengruppe für nichtidentifizierte Luft- und Raumfahrtphänomene) gegründet. Diese ist (seit 2005 unter dem Namen GEIPAN) eine Unterabteilung der französischen Raumfahrtadministration CNES und hat die Aufgabe, UFO-Berichte zu sammeln und zu analysieren. Im ersten ausführlichen Bericht von 1978, der die Jahre 1974 bis 1978 umfasst, konnte die GEPAN von 678 untersuchten Fällen 263 nicht aufklären. Dies entspricht 38 % (Fälle mit mangelnder Datengrundlage sind darin nicht enthalten).
Die GEPAN wurde 1988 in Service d'expertise des phénomènes de rentrée atmosphérique (SEPRA, zu deutsch Sachverständigen-Abteilung für Wiedereintrittsphänomene in der Atmosphäre) und 2005 in den aktuellen Namen Groupe d'Etudes et d'Information sur les Phénomènes Aérospatiaux Non identifiés (GEIPAN, zu deutsch Studiengruppe für Informationen über nicht identifizierte Luft- und Raumfahrtphänomene) umbenannt.
In aktuellen Statistiken von 2007 wird die Zahl der unidentifizierten Fälle seit Bestehen der Gruppe mit 448 von 1.600 angegeben, was 28 % entspricht. Offiziell favorisiert die GEIPAN keine Hypothese zur Erklärung des UFO-Phänomens, sondern versucht, die wissenschaftliche Gemeinschaft zu weiterer Forschung anzuregen. Jean-Jacques Velasco, langjähriger Leiter der SEPRA, hat 2004 ein Buch veröffentlicht, in dem er sich klar für die Außerirdischen-Hypothese ausspricht.

### UN-Panels (1977–79)
Auf Vorschlag des Premierministers von Grenada, Eric Gairy, befasste sich die Generalversammlung der Vereinten Nationen Ende der 1970er Jahre mit der Thematik. Am 14. Juli 1978 informierten u. a. Gordon Cooper, Jacques Vallée und J. Allen Hynek den damaligen UN-Generalsekretär Kurt Waldheim. In Folge wurden die Beschlüsse A/DEC/32/424 und A/DEC/33/426 angenommen, die den Mitgliedsstaaten vorschlugen, eine UN-Einrichtung zu gründen, die UFOs und damit verbundene Phänomene untersuchen sollte. Mangels Unterstützung der Mitgliedsstaaten kam es aber nicht dazu, und die Untersuchungen wurden auf nationale Ebene verwiesen.

### Studie des Instituts für Weltraumforschung der Russischen Akademie der Wissenschaften (UdSSR, 1979)
Auch in der Sowjetunion wurden UFOs beobachtet. 1979 brachte das Institut für Weltraumforschung der Akademie der Wissenschaften der UdSSR in Moskau einen Bericht heraus mit dem Titel „Beobachtungen anomaler atmosphärischer Phänomene in der UdSSR: Statistische Analyse“. Betont wird, dass die Arbeit auf Empfehlung der Akademie der Wissenschaften der UdSSR erstellt wurde. Die Autoren sind die Physiker L. M. Gindilis vom Sternberg-Institut für Astronomie, D. A. Menkow vom Physikalischen Institut für Ingenieurwissenschaft und I.G. Petrowskaja vom Institut für Weltraumforschung.
In dem Bericht werden 207 Fälle mit 457 Objekten aus der Zeit von 1957 bis 1979 behandelt. Es wurden hierbei nur Fälle ausgewählt, die nicht erklärt werden konnten. In der Studie wurden die Sichtungen statistisch ausgewertet, z. B. Form des Objekts, physikalische Wechselwirkungen, Anzahl von Zeugen, Berufe der Zeugen usw. Die Studie schließt damit, dass die Natur des Phänomens rätselhaft bleibt. Eine weitere Dokumentation und Untersuchungen zukünftiger Fälle werden empfohlen.

### Projekt Hessdalen / Projekt EMBLA
Seit 1981 werden in einem Gebiet nahe dem Gebirgstal Hessdalen in Norwegen häufig unidentifizierte, fliegende, leuchtende Objekte beobachtet. Dieses sogenannten Hessdalen-Phänomen war bereits zweimal Gegenstand wissenschaftlicher Feldstudien: Das Projekt Projekt Hessdalen (1983–1985, sowie 1995 bis heute) wurde u. a. von der Norwegischem Forschungsgesellschaft für Verteidigung (Forsvarets forskningsinstitutt) unterstützt und wurde ab 1995 als automatische Beobachtungsstation von der Hochschule Østfold betrieben. Das Projekt EMBLA (1999–2004) wurde von einem italienischen Wissenschaftlerteam unter der Führung von Massimo Teodorani, Astrophysiker des Instituts für Radioastronomie (Istituto di Radioastronomia, IRA) in Florenz, und Gloria Nobili, Physikerin an der Universität Bologna, durchgeführt.
Beide Studien bestätigten das Vorhandensein des Phänomens und konnten es mit Kameras sowie mit verschiedenen technischen Geräten wie Radar, Laser oder Infrarot aufzeichnen. Sie waren jedoch nicht in der Lage, Natur oder Ursprung des Phänomens zu klären.
Die Forscher von Projekt EMBLA spekulierten über die Möglichkeit von atmosphärischem Plasma als Ursprung des Phänomens, ebenso wie über eine extraterrestrische Intelligenz.
Um das Phänomen verstehen zu können, verweisen die Forscher auf die Notwendigkeit weiterer Untersuchungen mit weit besseren Ressourcen als bei den bisherigen Studien.
→ Projekt Hessdalen / Projekt EMBLA kann online abgerufen werden, siehe unter Weblinks/Dokumente.

### Untersuchungen der Luftwaffe von Uruguay (ROU, 1989-heute)
Die Luftwaffe von Uruguay (Fuerza Aérea Uruguaya) sammelt seit 1989 systematisch UFO-Meldungen und analysiert diese in einer eigenen Abteilung. 2009 wurden die ehemals geheimen Akten dazu freigegeben. Analysiert wurden bis 2009 etwa 2100 Fälle. Dies umfasst militärische und zivile Berichte sowie die Analyse von physikalischen Spuren. Für 40 Fälle konnte keine konventionelle Erklärung gefunden werden. Der Leiter der Abteilung, Oberst Ariel Sánchez, stellt zur Veröffentlichung der Akten (Juni 2009) fest: „Das UFO-Phänomen existiert in diesem Land. Ich muss betonen, dass die Luftwaffe auch die extraterrestrische Hypothese aufgrund unserer wissenschaftlichen Analysen in Betracht zieht.“

### Project Condign (GB, 1997–2000)
Das britische Verteidigungsministerium Ministry of Defence (MoD) musste im Zuge einer FOIA-Anfrage 2006 einen Bericht mit dem Titel „Unidentified Aerial Phenomena in the UK Air Defence Region / Scientific & Technical Memorandum 55/2/00“ (besser bekannt als Project Condign) veröffentlichen. Der Bericht stammt vom Dezember 2000 und war zuvor geheim. Behandelt werden die britischen Meldungen von UFOs (das MoD verwendet den Begriff Unidentified Aerial Phenomena, UAP) im Zeitraum von 1959 bis 1997. Gemäß der diesem Bericht vorangestellten Zusammenfassung war es die Aufgabe der Untersuchung, a) einen statistischen Überblick zu erstellen, b) die Frage einer etwaigen Relevanz für die Verteidigung zu beantworten und c) die „atmosphärischen und terrestrischen Bedingungen“ des Auftretens von UFOs, wo immer möglich, festzustellen. Eine weitere Aufgabe bestand in der Untersuchung aller unerklärbaren Flugzeugabstürze hinsichtlich der Möglichkeit ihrer Verursachung durch UFOs. Der Untersuchung wurde fast ausnahmslos das der Behörde vorliegende eigene Material zugrunde gelegt, um eine unbeeinflusste Analyse zu gewährleisten, d. h., Medienberichte oder Veröffentlichungen von UFO-Forschern wurden nicht berücksichtigt. Die Autoren brachten zum Ausdruck, dass jede auch noch so kleine Einzelheit für eine Analyse von Belang sei und bedauerten, dass eine detaillierte Untersuchung der UFO-Meldungen durch die zuständige Stelle (DI55) seit 1967 nicht mehr durchgeführt wurde, so dass sich die vorliegende Analyse daher ausschließlich auf die eingereichten UFO-Berichte stützen musste.

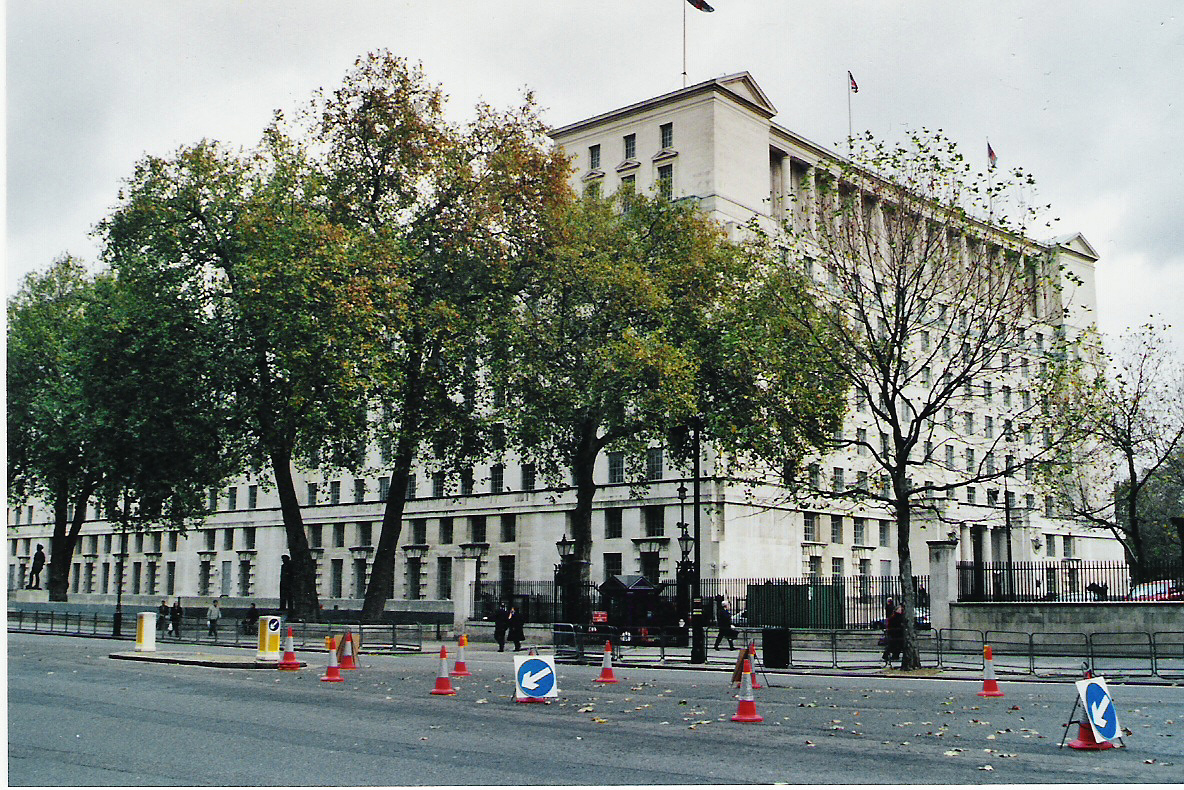
Ministry of Defence, London

Der Bericht kam zu dem Schluss, dass UAP existieren.
Während die meisten Meldungen maßgeblich auf Verwechslungen natürlicher oder konventioneller Phänomene beruhen (eine Tabelle für den Zeitraum von 1959 bis 1967 nennt Satelliten, Ballons, Himmelskörper, Meteorologisches, Flugzeuge, Sonstiges), gebe es einen Anteil, der so nicht erklärt werden könne. Breiter Raum (Abs. 13–14) wurde angeblichen Effekten in unmittelbarer Nähe von UFOs gewidmet: Verbrennungen menschlicher Haut bzw. Materialien wie Holz etc. sowie das vorübergehende Ausfallen von Automotoren, Radios, Navigationsinstrumenten von Flugzeugen etc. Sowohl für diese als auch andere Beobachtungen zog der Bericht die neuere Plasma-Forschung (d. h. geladenes, mehr oder weniger ionisiertes Gas mit ungewöhnlichen Eigenschaften) als bevorzugten Erklärungsansatz heran, betonte jedoch zugleich die Unausgereiftheit der Plasma-Hypothese.
Ferner sagt der Bericht, dass es keine Hinweise auf einen Zusammenhang zwischen irgendeiner Nation und den UFOs, Hinweise auf feindliche Absichten oder überhaupt auf intelligente Kontrolle der Phänomene gibt. Es wurde die Schlussfolgerung gezogen (Abs. 9), dass kein „signifikantes Interesse“ für die Verteidigung besteht. Auf Grundlage besagter Plasma-Hypothese wurde aber eine Reihe von Effekten ausgemacht, deren technische Nutzbarmachung von potentiellem Interesse für die Verteidigung sein könnte (Ablenkung, Täuschkörper).
Die Tabellen weisen für die Jahre 1959 bis 1968 insgesamt 796 UFO-Meldungen aus, von denen 10,4 % (83 Meldungen) unerklärt blieben. Im Zeitraum von 1959 bis 1996 gingen insgesamt 10.189 UFO-Meldungen ein.
Bis 2009 betrieb das britische MoD eine Hotline und untersuchte angebliche Sichtungen.

### Sturrock Panel Report (USA, 1997)
Vom 29. September bis 4. Oktober 1997 fand in New York ein Workshop zu Untersuchung ausgewählter UFO-Vorfälle statt. Initiiert wurde dieser von dem Physiker Peter Andrew Sturrock von der Stanford University. Sturrock war mit der Arbeit des Condon-Reports unzufrieden und der Meinung, dass das Phänomen weiterstudiert werden müsse. Nach langjähriger Forschung zum UFO-Thema gelang es ihm, 1997 eine Gruppe von Wissenschaftlern für eine unabhängige Untersuchung ausgewählter UFO-Vorfälle zu gewinnen. Untersucht wurden vor allem die „physikalischen Spuren“ von UFO-Vorfällen.
Im Abschlussbericht zum Workshop, der 1998 im Journal of Scientific Exploration veröffentlicht wurde und den Titel „Physical Evidence Related to UFO Reports“ trägt, wurden folgende Schlussfolgerungen festgehalten:
In den präsentierten Fällen finden sich keine eindeutigen Beweise für das Vorhandensein von unbekannten physikalischen Phänomenen oder für das Wirken einer extraterrestrischen Intelligenz. Es wird jedoch empfohlen, UFO-Sichtungen in Zukunft sorgfältig zu untersuchen.
→ Der Sturrock Panel Report kann online abgerufen werden, siehe unter Weblinks/Dokumente.

### COMETA Report (F, 1999)
Die COMETA („COMité d’ETudes Approfondies“ zu deutsch etwa „Komitee für detaillierte Studien“) ist eine private Gruppe aus Frankreich, welche sich vor allem aus dem Umfeld des französischen Verteidigungsministeriums zusammensetzt. 1999 brachte die COMETA einen 90 Seiten umfassenden Report heraus mit dem Titel „UFOs und Verteidigung - auf was müssen wir uns vorbereiten?“ („Les Ovni Et La Defense: A quoi doit-on se préparer?“). Mitwirkende an dem Report waren unter anderem:

- Michel Algrin, Doktor der Politikwissenschaft
- Denis Blancher, Chefinspektor der Gendarmerie im Innenministerium
- Bruno Le Moine, Brigadegeneral a. D. der französischen Luftwaffe
- Edmond Campagnac, Technischer Direktor der Fluggesellschaft Air France
- Joseph Domange, General der französischen Luftwaffe
- Jean Douglas, Ingenieur im Ministerium für Landschaft
- André Lebeau, Leiter der staatlichen französischen Raumfahrtagentur CNES
- Denis Letty, Generalmajor a. D. der französischen Luftwaffe[41]
- Christian Marchal, Chefingenieur im Corps des mines, Forschungsdirektor am Französischen nationalen Forschungsinstitut für Raumfahrt ONERA.
- Bernard Norlain, 4-Sterne General und ehem. Kommandant der taktischen Luftstreitkräfte Frankreichs
- Alain Orszag, Brigadegeneral a. D. des Corps der Rüstungsingenieure, Doktor der Physik
- Jean-Jacques Vélasco, Leiter des französischen Untersuchungsdienstes für Wiedereintrittsphänomene in der Atmosphäre, SEPRA – jetzt GEIPAN

Dabei wurden verschiedene UFO-Vorfälle analysiert. Der Report kommt zu dem Ergebnis, dass UFOs reale, komplexe Flugobjekte sind und die extraterrestrische Hypothese mit hoher Wahrscheinlichkeit die Erklärung für das UFO-Phänomen ist. Es wird weiter der Regierung empfohlen, sich auf die Realität des Phänomens einzustellen und die Forschung auf diesem Gebiet voranzutreiben.
Kritiker bezweifeln die Kompetenz der COMETA-Gruppe, um UFO-Vorfälle überhaupt bewerten zu können.
→ Der COMETA-Report kann online abgerufen werden; siehe unter Weblinks/Dokumente.

### Pressekonferenz „Disclosure Project“ (USA, 2001)

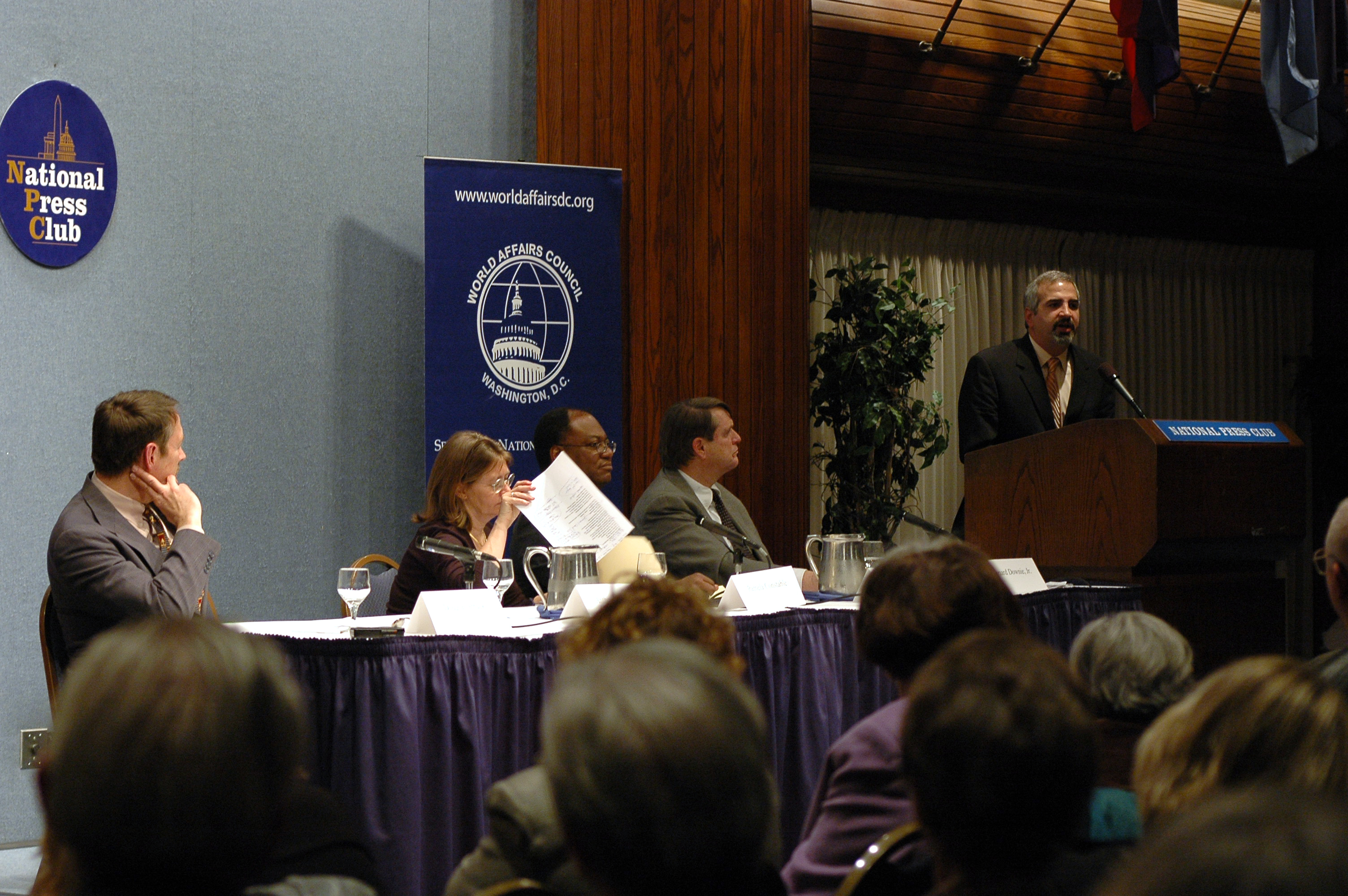
National Press Club, Washington D.C.

Am 9. Mai 2001 traten im National Press Club in Washington, D.C. zwanzig Zeugen aus Militär und zivilen Organisationen vor die Öffentlichkeit und berichteten von ihren Erfahrungen bezüglich UFOs und Geheimhaltung. Initiator der Pressekonferenz war Steven M. Greer, Doktor der Medizin und Gründer des Disclosure Projects, dessen Ziel eine Offenlegung der vermeintlichen UFO-Geheimhaltung ist.
Die Zeugen gehörten großteils zu Militär- und Geheimdienstkreisen, aber auch der ehemalige Leiter der Unfallaufklärung der FAA, John J. Callahan und der Rechtsanwalt Daniel Sheehan (ein Anwalt der Watergate- und Pentagon-Papiere-Affären) waren als Zeugen anwesend.
Ziel dieser Pressekonferenz war es, öffentlichen Druck durch die Medien aufzubauen, um eine Anhörung vor dem US-Kongress zu erwirken. Obwohl die Zeugen von den Medien i. A. als glaubwürdig akzeptiert wurden und auch große US-Medien darüber berichteten, ebbte das Interesse schnell wieder ab. Eine Anhörung vor dem Kongress kam somit nicht zustande.
→ Die Pressekonferenz „Disclosure Project“ kann online abgerufen werden; siehe unter Weblinks/Dokumente.

### Pressekonferenz „Neue Untersuchung des UFO-Phänomens“ (USA, 2007)
Am 12. November 2007 wurde im National Press Club in Washington D.C. eine Pressekonferenz abgehalten, geleitet vom ehemaligen Gouverneur Arizonas Fife Symington. 19 Piloten, Militär und Regierungsangestellte berichteten von ihren Erlebnissen mit UFOs und forderten von der US-Regierung eine neue Untersuchung des Phänomens.
Unter anderem berichtet General Parviz Jafari der iranischen Luftwaffe von einem Vorfall 1976 über Teheran, Luftwaffengeneral Wilfried De Brouwer der belgischen Luftwaffe über die Belgische UFO-Welle und der ehemalige Gouverneur von Arizona, Fife Symington, über die Sichtungen 1997 über Phoenix, die sogenannten Phoenix Lights.
→ Die Pressekonferenz „Neue Untersuchung des UFO Phänomens“ kann online abgerufen werden; siehe unter Weblinks/Dokumente.

### Pressekonferenz „UFOs und Nuklearwaffen“ (USA, 2010)
Organisiert vom Buchautor Robert Hastings fand am 27. September 2010 eine Pressekonferenz mit dem Thema „UFOs und Nuklearwaffen“ statt, abermals im National Press Club in Washington D.C. Sechs ehemalige Offiziere und ein Pilot der US-Luftwaffe traten vor die Presse, stellvertretend für über 120 Aussagen weiterer Militärs, die Hastings zu dem Thema zusammengetragen und veröffentlicht hat. Ziel der Pressekonferenz war es, die offizielle Haltung der US-Regierung zum UFO-Thema zu diskreditieren. Offiziell hat kein untersuchter UFO-Vorfall je eine Bedrohung der nationalen Sicherheit dargestellt. Die präsentierten Zeugen der Pressekonferenz sollten das Gegenteil aufzeigen. So sprach der ehemalige Luftwaffenoffizier Robert Salas von einem UFO-Vorfall, der sich 1967 über der US-Luftwaffenbasis Malmstrom in Montana ereignet haben soll. Salas war verantwortlich für die Überwachung von zehn nuklearen Interkontinentalraketen. Bei dem Vorfall sei ein rot glühendes UFO direkt über der Basis aufgetaucht. Gleichzeitig seien alle zehn Raketen funktionsuntüchtig geworden und wären über Stunden nicht mehr startfähig gewesen. Die anderen Zeugen der Pressekonferenz berichteten ähnliche Vorfälle, bei denen UFOs an militärischen nuklearen Anlagen gesehen wurden oder diese beeinflusst hätten.
→ Die Pressekonferenz „UFOs und Nuklearwaffen“ kann online abgerufen werden; siehe unter Weblinks/Dokumente.

### Bürgeranhörung für eine Offenlegung (engl. Citizen Hearing on Disclosure, USA 2013)
Vom 29. April bis 3. Mai 2013 fand im National Press Club in Washington D.C. eine Anhörung vor ehemaligen Angehörigen des US-Kongresses statt. 40 Zeugen wie z. B. der ehemalige Astronaut Edgar Mitchell und der ehemalige Verteidigungsminister Kanadas Paul Hellyer berichteten Roscoe Bartlett, Merrill Cook, Darlene Hooley, Mike Gravel, Carolyn Cheeks Kilpatrick und Lynn Woolsey über ihre Erfahrungen und Beobachtungen.

### UAP Report (USA, 2021)
Der Report Preliminary Assessment: Unidentified Aerial Phenomena: Unidentified Aerial Phenomena, auch bekannt als UAP-Report, ist ein Bericht der am 25. Juni 2021 vom Büro des Director of National Intelligence erstellt und veröffentlicht wurde. Der Report befasst sich mit nicht identifizierten Luftphänomenen (UAPs), zu denen auch nicht identifizierte Flugobjekte (UFOs) gehören. Die meisten der 144 untersuchten Fälle standen mit unerklärten Sichtungen der US Navy und US Air Force zwischen 2004 und 2021 in Zusammenhang. 143 der 144 untersuchten Sichtungen konnten nicht auf eine eindeutig erklärbare natürliche Ursache zurückgeführt werden. Nach dem Report wurde 2022 die Unidentified Aerial Phenomena Task Force (UAPTF) aufgelöst und deren Aufgaben an das All-domain Anomaly Resolution Office (AARO) gegeben. Es ist eine Abteilung des US-Verteidigungsministeriums, die unbekannte Flugobjekte (UFOs) und andere Phänomene in der Luft, im Meer und/oder im Weltraum und/oder an Land (UAPs) untersucht.

### Kongressanhörungen (USA, 2022–)
Am 17. Mai 2022 hielten Mitglieder des Geheimdienstunterausschusses des US-Repräsentantenhauses Anhörungen im Kongress mit hochrangigen Militärbeamten ab, um militärische Berichte über UAPs zu untersuchen. Es war die erste öffentliche Kongressanhörung zu UFO-Sichtungen in den USA seit über 50 Jahren. Dabei wurden auch die Implikationen unerklärter Luftphänomene für die nationale Sicherheit der USA diskutiert. Bei den Anhörungen im Juli 2023 behauptete David Grusch, ein ehemaliger Mitarbeiter aus den US-Sicherheitsdiensten, dass die US-Regierung seit den 1930er-Jahren über Wissen zu „nicht-menschlichen“ Aktivitäten auf der Erden verfügen würde und Erkenntnisse geheim halten würde, was vom Pentagon dementiert wurde. Im Anschluss an die Anhörung vom 26. Juli 2023 forderte eine überparteiliche Gruppe von US-Politikern die Einsetzung eines Sonderausschusses zu den UAPs mit Vorladungsbefugnis (subpoena power).

→ Siehe auch: Behauptungen zu UFOs von David Grusch im Juli 2023

## Ausgewählte Fälle der Ufologie
Dies sind einige der interessantesten Fälle aus dem Forschungsgebiet der Ufologie. Die Fälle sind bis heute Gegenstand kontroverser Diskussionen.

### Roswell-Zwischenfall (USA, 1947)
In dem wohl berühmtesten UFO-Zwischenfall soll in der Nähe der Kleinstadt Roswell (New Mexico) ein extraterrestrisches Flugobjekt abgestürzt sein. Das Flugobjekt sowie deren Insassen sollen geborgen und abtransportiert worden sein – unter Geheimhaltung, die bis heute anhalten soll. Der Roswell-Zwischenfall wird bis heute von Forschern widersprüchlich bewertet. Skeptische Untersucher sehen darin lediglich eine nicht ernstzunehmende Verschwörungstheorie.

### Die „Washington Nationals“ (USA, 1952)

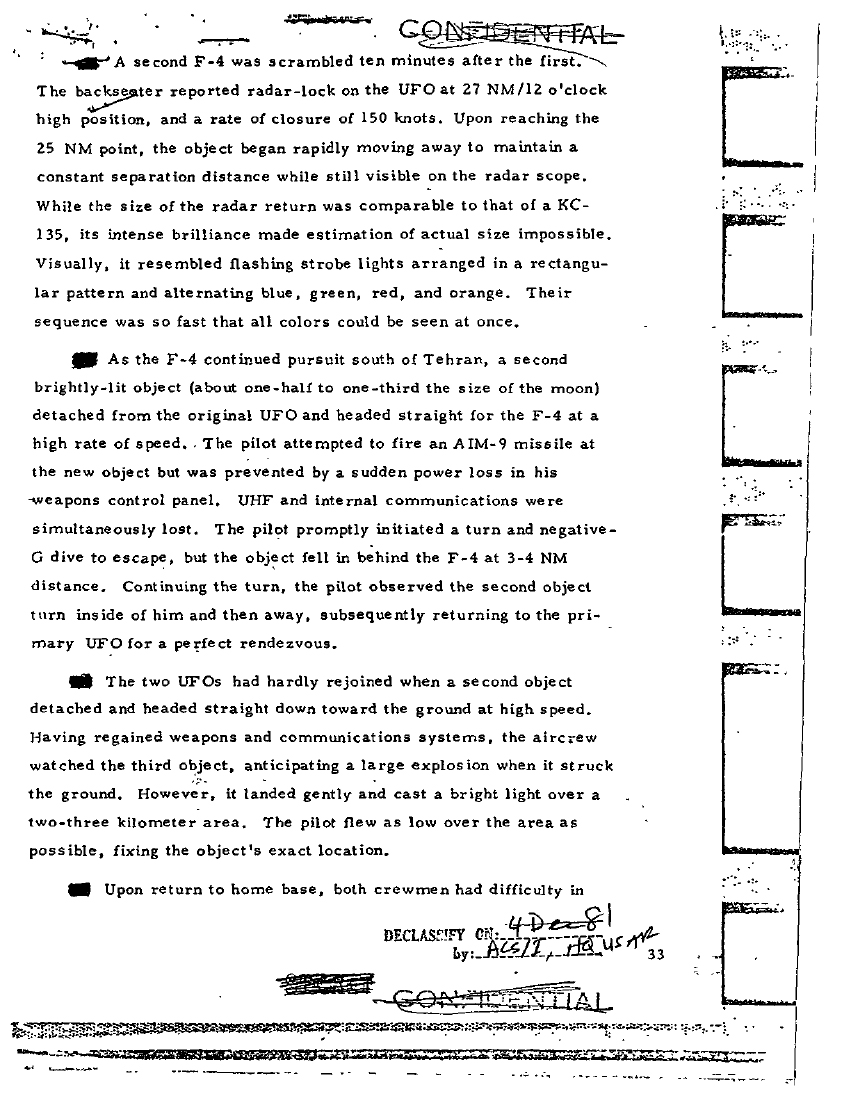
Air-Force-Dokument (Seite 2/3) über den Teheran-Zwischenfall 1976

Vom 13. bis 29. Juli 1952 gab es eine größere Welle von UFO-Sichtungen über Washington, D.C. Täglich gingen zahlreiche Berichte bei den Behörden ein. Diese UFO-Welle – in den USA als „Washington Nationals“ (auch Washington flap oder Washington National Airport Sightings) berühmt geworden – spielte sich vor allem über dem Washington National Airport ab. Die Objekte wurden sowohl visuell als auch mit dem Radar erfasst. Nachdem die Air Force anfänglich keine Erklärung hatte, wurden später Temperaturinversionen als Ursache der Radarerfassungen angegeben und die visuellen Sichtungen für schlichte Fehlinterpretationen erklärt.

### Teheran-Zwischenfall (Iran, 1976)
Am Morgen des 19. September 1976 wurde über Teheran (Iran) ein unbekanntes, hell leuchtendes Objekt gesichtet und auch vom Radar erfasst. Zwei Kampfflugzeuge stiegen auf, um das Objekt abzufangen, mussten jedoch nach Ausfällen der Bordsysteme umkehren. Der Fall blieb ungeklärt und wurde durch die Aussagen hochrangiger iranischer Militärs und über den FOIA freigegebene Dokumente der US-Geheimdienste bestätigt.

### Rendlesham-Forest-Zwischenfall (GB, 1980)
Vom 26. bis 28. Dezember 1980 sollen mehrere hell leuchtende UFOs von Militärpersonal im Rendlesham Forest, Suffolk, England, beobachtet worden sein. In einem Fall wurde nach Aussage der Zeugen ein gelandetes Objekt gesichtet. Ein Zeuge gibt an, das Objekt umrundet, angefasst und Zeichen auf dessen Oberfläche abgezeichnet zu haben, bevor es wieder abflog. An der vermeintlichen Landungstelle wurden später von Militärpersonal Eindrücke gefunden und erhöhte Radioaktivität gemessen. Die Zeugen sind alle Militärangehörige, darunter auch der stellvertretende Kommandant des nahen Militärflugplatzes Bentwaters, Lt. Col. Charles Halt. Ein freigegebenes Militärdokument belegt, dass Col. Halt die Sichtungen an das Oberkommando gemeldet hat.
Skeptische Untersucher kommen zu dem Schluss, dass die Zeugen lediglich Fehlinterpretationen (naher Leuchtturm, Raketen-Wiedereintritt) erlegen sind oder schlicht gelogen haben.

### Belgische UFO-Welle (B, 1989–1990)
In der Nacht vom 30. zum 31. März 1990 sahen mehrere tausend Personen UFOs im Luftraum von Belgien, die auch fotografiert und vom Radar erfasst wurden. Zwei F16-Kampfjets versuchten, die Objekte abzufangen – ohne Erfolg. Die Objekte schienen sich bei Näherung schnell zu entfernen. Die belgische Luftwaffe konnte die Objekte nicht identifizieren. Skeptiker vermuten Ultraleichtflugzeuge als Erklärung, was die belgische Luftwaffe jedoch ausschließt.

### Phoenix Lights (USA, 1997)
Am 13. März 1997 wollen Tausende von Bürgern der Stadt Phoenix (Arizona) ein riesenhaftes, V-förmiges Objekt gesehen haben, das über Teile von Phoenix hinwegflog. Zu den Zeugen gehört u. a. der damalige Gouverneur von Arizona, Fife Symington. Die offizielle Erklärung sind Leuchtkörper, die bei Übungen an Fallschirmen abgeworfen wurden. Da aber die Leuchtkörper zwischen 21:00 und 22:30 abgefeuert wurden und das V-förmige Objekt schon um 20:30 gesehen wurde, wird diese Erklärung weitgehend abgelehnt.

## Stand der Forschung
Die Ufologie ist ein heterogenes Feld, in dem sich Menschen und Gruppen mit sehr unterschiedlichen, teils auch gegensätzlichen Ansichten begegnen. Der Ufologe Illobrand von Ludwiger versucht, das breite Spektrum in zwei Gruppen zusammenzufassen:
- „Die eine Gruppe nimmt an, daß das Problem unidentifizierter Flugobjekte ein Scheinproblem ist, das nur in der Vorstellung der Zeugen existiert. Folglich hätte die Untersuchung darin zu bestehen, aufzuklären, weshalb die Leute solche Berichte produzieren.“[73] Von Ludwiger meint hier die Skeptikerbewegung; als Hauptvertreter in Deutschland gilt im Bereich der Ufologie CENAP.
- „Die andere Gruppe glaubt, daß die Zeugen überwiegend das schildern, was sie tatsächlich beobachtet haben, und daß erklärt werden muss, worum es sich dabei handelt.“[73]

Allerdings zeigt es sich, dass lediglich die Skeptiker als homogene Gruppe gelten und das Feld von unterschiedlichen Akteuren auch sehr unterschiedlich wahrgenommen wird. Wichtige Urteilskriterien bei der Strukturierung der Szene sind der „Glaube an die Existenz von UFOs im Rahmen von nichtkonventionellen Erklärungsansätzen“, die „empirisch-wissenschaftliche vs. ideologische Orientierung“ sowie eine „populäre vs. elitäre Ausrichtung“. Während der Anspruch der Wissenschaftlichkeit von den meisten Akteuren in der Ufologie erhoben wird, gibt es zahlreiche Diskussionen darüber, inwieweit dieser Anspruch auch tatsächlich eingelöst wird.
Während die internationalen (und insbesondere auch die deutschen) Massenmedien, Politik und Öffentlichkeit die UFO-Frage als geklärt ansehen und der Meinung der „Skeptiker“ folgen, akzeptieren die meisten Studien das Vorhandensein von unidentifizierbaren fliegenden Objekten. Einige dieser Studien favorisieren eine bestimmte unkonventionelle Erklärung (Project Condign, COMETA Report), der Rest legt sich nicht fest und verweist auf weiteren Forschungsbedarf ('Flying Saucer' Working Party, Project Identification, Studien der GEIPAN, Studie des Instituts für Raumfahrtforschung, Projekt Hessdalen / Projekt EMBLA, Sturrock Panel Report).
Ein Dialog zwischen den beiden von Illobrand von Ludwiger aufgeführten Gruppen ist schwer möglich; man wirft sich gegenseitig unwissenschaftliches Arbeiten und Inkompetenz vor. So kommt es, dass beide Lager heute größtenteils getrennt agieren: Während die Gruppe der „Skeptiker“ die Existenz von UFOs weiter strikt verneint, sieht die zweite Gruppe diese Frage als längst überholt an und beschäftigt sich vor allem mit dem Ursprung das Phänomens.

### Herkunftshypothesen
Bei den Anhängern, die eine konventionelle Erklärung aller Fälle ausschließen, sind grob fünf Hypothesen als Erklärungen für die Herkunft des Phänomens verbreitet, wobei die erstgenannte besonders populär wurde:
- Extraterrestrische Hypothese (ETH): Hierbei wird davon ausgegangen, dass raumfahrende außerirdische Zivilisationen zur Erde reisen. Die Raumschiffe werden dann von Beobachtern als UFOs wahrgenommen. Da die moderne Astronomie und Exobiologie extraterrestrisches, intelligentes Leben innerhalb unseres Sonnensystems nahezu ausschließt, wird der Ursprung auf Planeten außerhalb unseres Sonnensystems vermutet.

- Interdimensionale Hypothese: Angenommen wird hierbei, dass UFOs aus einem Bereich außerhalb unseres Raumzeit-Gefüges, einer anderen Dimension, Daseinsebene oder überhaupt Realität stammen und in der Lage sind, wenigstens temporär zwischen diesen Welten zu wandern (vgl. Paralleluniversum), beispielsweise über ein Portal.

- Zeitreisende-Hypothese: Danach handele es sich um Menschen, nichtmenschliche Agenten oder deren Artefakte, die aus einer anderen Zeit stammen, meist aus der Zukunft der zeitgenössischen Erde.[76]

- Krypto-(Extra)terrestrische Hypothese: Hiernach könne es sich um bisher angeblich unbekannte, verkannte oder sich aktiv verbergende Lebewesen handeln (Kryptide). Ihre Herkunft wird meist auf der Erde verortet, manchmal im Ozean oder dem Erdinnern, seltener auch im erdnahen Weltraum, wodurch sich eine gewisse Überschneidung mit der ETH ergibt.

- Plasma-Hypothese: UFO-Sichtungen, die nicht konventionell erklärbar sind, werden hierbei als Erscheinungen bislang ungeklärter, mehr oder minder spontaner Plasma-Effekte in der Atmosphäre interpretiert. So könnten etwa bizarre Flugeigenschaften der Phänomene, aber auch einige physikalische Wechselwirkungen (wie Hitze, Intermittenz, Radarsignatur, Einfluss auf elektrische Systeme oder Lebewesen) erklärt werden.

### Verschiedene Erscheinungsformen von UFOs
Ein weiteres Ergebnis der UFO-Forschung ist die Erkenntnis, dass bestimmte Erscheinungsformen besonders häufig auftreten. Hier eine Auswahl.

#### Dreiecks-UFO

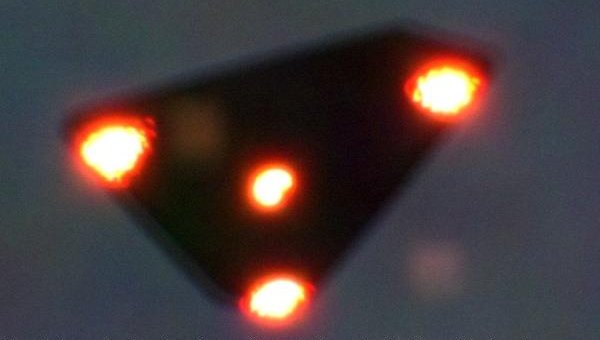
Fotografie eines „Dreiecks-UFOs“, aufgenommen 1990 während der belgischen UFO-Welle.

Dreiecks-UFOs oder auch schwarze Dreiecke werden solche unbekannte Flugobjekte genannt, die eine Dreiecksform besitzen. Oftmals entstehen sie durch die Illusion der Zugehörigkeit von unabhängigen Lichtern am Nachthimmel zu einem Objekt. Sie wurden seit den 1940er Jahren wiederholt vor allem über den USA und dem Vereinigten Königreich gesichtet. Die Zahl der Sichtungen nahm jedoch seit den 1990er Jahren erheblich zu.
Die Ausmaße dieser Flugobjekte werden oft mit denen eines Footballfeldes verglichen. Erscheinungen dieser Art werden meist als plötzlich erscheinend beschrieben. Es wird berichtet, dass sich die Objekte meist ruhig in Höhen über 30 Metern bewegen. In manchen Fällen sollen sich Flugobjekte dieser Art aber auch sehr plötzlich bewegt haben.
Zu den populären Sichtungen von UFOs dieser Form gehören unter anderem die Sichtung und vermeintliche Landung eines UFOs in der Nähe des amerikanischen Militärflugplatzes Rendlesham Forest am 27. Dezember 1980, die belgische UFO-Welle in den Jahren 1989 und 1990, sowie die unabhängige Sichtung eines UFOs durch fünf verschiedene Polizisten in Illinois am 5. Januar 2000.

#### Fliegende Untertasse
Sogenannte Fliegende Untertassen sind die häufigste Erscheinungsform unbekannter Flugobjekte. Seit den 1940er-Jahren werden sie weltweit von verschiedensten Zeugen gesichtet, wobei die angebliche Größe der Objekte stark variiert.

### Klassifikation von UFOs
Im Laufe der Zeit haben sich in der Ufologie verschiedene Systeme für die Klassifikation von UFOs etabliert. Die bekanntesten sind die folgenden.

#### Klassifikation nachJ. Allen Hynek
- Kategorien für entfernte Sichtungen im Bereich über 150 m:
  - Nocturnal Lights (NL): Anormale Lichter am Nachthimmel
  - Daylight Discs (DD): Anormale Objekte bei Tageslicht (nicht unbedingt Scheibenförmig)
  - Radar/Visual cases (RV): Anormale Objekte, die gleichzeitig visuell beobachtet und von Radar registriert werden.
- Kategorien für Nahbegegnungen (CE steht für englisch close encounter, zu deutsch Nahbegegnung)
  - Nahbegegnung der ersten Art (CE-1): Unidentifiziertes Flugobjekt wird aus weniger als 150 m  Entfernung beobachtet.
  - Nahbegegnung der zweiten Art (CE-2): Unidentifiziertes Flugobjekt erzeugt physikalische Wechselwirkungen mit der Umgebung (z. B. Verbrennungen, Abdrücke im Boden, Störungen elektrischer Geräte, extrem starke Magnetfelder).
  - Nahbegegnung der dritten Art (CE-3): Neben gelandeten fremdartigen Flugobjekten werden Insassen beobachtet, die keinen Versuch unternehmen, sich zu verständigen und sich durch die Anwesenheit der Zeugen eher gestört zu fühlen scheinen.
  - Nahbegegnung der vierten Art (CE-4): Die Zeugen fühlen, dass sie von UFO-Insassen entführt und medizinisch untersucht worden sind.[79][80]
  - Nahbegegnung der fünften Art (CE-5): Diese Art der Begegnung wird charakterisiert durch gegenseitige Kommunikation anstatt einseitiger.

#### Klassifikation nachJacques Vallée

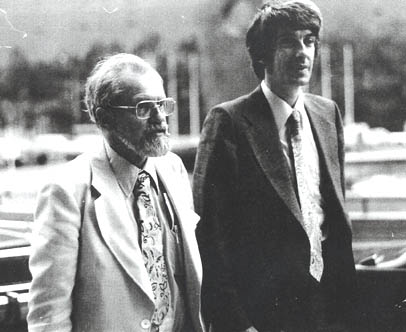
J. Allen Hynek (l.) und Jacques Vallee (r.)

- Jacques Vallee unterscheidet Sichtungen nach vier Kategorien:
  - Anomalie (AN)
  - Vorbeiflug (FB)
  - Flugmanöver (MA)
  - Nahbegegnung (CE)

- Diese werden wiederum mit bis zu fünf Unterkategorien kombiniert:
  - Sichtung
  - physische Effekte
  - fremde Wesen
  - Transformation in andere Realität
  - Verletzungen bis zu Todesfolge[81]

#### Klassifikation nach Allen Hendry
- Generelle Art der Sichtung
  - UFO – Nicht konventionell erklärbare, anomale, atmosphärische Phänomene.
  - IFO – Konventionell erklärbare Sichtungen.
  - Hoax – Betrug bzw. Fälschung, ohne Vorhandensein eines Stimulus.
  - Fantasy – Eine psychologisch bedingte Wahrnehmung, ohne Vorhandensein eines Stimulus.
  - Exception – Ausnahmen, die nicht einzuordnen sind, wie ungenügende Daten, unzuverlässige Zeugen, unzureichende Beobachtung oder kein Zusammenhang mit UFOs.
- Die UFO -Klassifikation erweitert Hendry um eine weitere Differenzierung:
  - Near IFO – Fälle, die einer herkömmlichen Erscheinung ähnlich sind, aber keinem eindeutigen Stimulus zugeordnet werden können und noch eine geringe Fremdartigkeit enthalten.
  - Problematic UFO – Fälle, die aufgrund wesentlicher Fremdartigkeit keine eindeutige herkömmliche Erklärung nahelegen, eine Erklärung aber nicht völlig ausschließen.
  - Good UFO – Fälle mit mehreren Fremdartigkeits-Merkmalen und nur noch minimaler Möglichkeit einer herkömmlichen Erklärung.
  - Best UFO – Fälle mit hoher Fremdartigkeit und Zuverlässigkeit, die eine konventionelle Erklärung nahezu ausschließen.[81]

## Freigegebene Regierungsakten
Verschiedene Regierungen haben ihre Akten zum Thema UFOs, zumindest teilweise, der Forschung zugänglich gemacht. Viele der Akten waren ehemals geheim. Folgende Länder sind darunter (mit Link zu den Dokumenten, sofern online abrufbar):
- Brasilien (online)
- Dänemark (online)
- Frankreich (online)
- Großbritannien (online in den National Archives)
- Italien[82]
- Irland[83]
- Kanada (online / ausgewählte Fälle)
- Neuseeland[84][85][86][87]
- Uruguay[34]
- Spanien[88]
- Russland (online)
- Ukraine (online)
- Deutschland: 2009 erstellte der Wissenschaftliche Dienst des Deutschen Bundestages auf Anfrage der Abgeordneten Gitta Connemann zwei Studien mit den Titeln Die Suche nach außerirdischem Leben und die Umsetzung der VN-Resolution A/33/426 zur Beobachtung unidentifizierbarer Flugobjekte und extraterrestrischer Lebensformen (WD8-3000-104/2009) und Die Europäische Union und ihr Umgang mit dem Thema „unidentifizierbare fliegende Objekte“ (WD11-148/09). Die Ausarbeitungen wurden nicht veröffentlicht, worauf 2011 beim Verwaltungsgericht Berlin aufgrund des Informationsfreiheitsgesetzes von einem Kläger Einsicht in die Studien beantragt wurde.[89][90] Am 1. Dezember 2011 entschied das Verwaltungsgericht Berlin in einem Urteil (VG 2 K 91.11), dass dem Kläger Einsicht in die Unterlagen zu gewähren ist.[91][92] Nach einem Berufungsverfahren entschied im November 2013 das Oberverwaltungsgericht Berlin-Brandenburg, dass das Informationsfreiheitsgesetz auf Unterlagen der wissenschaftlichen Dienste keine Anwendung findet und die Ausarbeitungen nicht veröffentlicht werden.[93][94] Laut Gitta Connemann ging es in der Anfrage nicht darum, ob und wie die Bundesregierung zu extraterrestrischem Leben steht, sondern um die Frage, ob und wie ein Beschluss der UN-Panels auf europäischer und deutscher Ebene umgesetzt worden ist.[95] Im Juni 2015 entschied das Bundesverwaltungsgericht, dass die Ausarbeitung des WD herausgegeben werden muss.[96][97]

## Verbindung zwischen Ufologie, Esoterik und Rechtsradikalismus
In ihrer Studie Mutter Erde, Magie und Politik. Zwischen Faschismus und neuer Gesellschaft. dokumentierten die Autoren Eduard Gugenberger und Roman Schweidlenka die Verbindung zwischen Teilen der Ufologie und einem sich neu entwickelnden Rechtsradikalismus. Zum einen finden sich Verflechtungen auf publizistischer Ebene, etwa indem in rechtsextremen Flugblättern und Schriften angebliche Weissagungen von Außerirdischen verkündet werden. Zum anderen werden die theosophische Wurzelrassenlehre und die Welteislehre inklusive aller ihrer Abwandlungen in der nationalsozialistischen Geschichtsschreibung wieder aufgewärmt. In der sogenannten „esoterischen Ufologie“ finden sich extrem hierarchische Strukturen. In deren rassischen Konzepten kommt die Idee von höherwertigen besser entwickelten Wesen zum Tragen, wonach sich die Ufos nur an die „reifen“ Völker wenden, namentlich die Europäer und die Nordamerikaner. Dabei huldigt man der Karmalehre und präsentiert die von den Plejaden kommenden Außerirdischen als überzeugte antisemitische Volksdeutsche.
So behauptete etwa der der rechtsradikalen Milizbewegung nahestehende amerikanische Autor Milton William Cooper in einem 1991 erschienenen Buch, Außerirdische würden seit langem die Menschheit manipulieren. Dabei bedienten sie sich verschiedener Geheimgesellschaften, namentlich des Illuminatenordens, aber auch diverser neureligiöser oder satanistischer Gruppen, um eine Neue Weltordnung allgemeiner Unfreiheit zu errichten. Den bösen Aliens gab er in seiner Schilderung erkennbar nach antisemitischen Stereotypen geformte Züge. Ab 1995 revidierte Cooper seine Behauptungen und gab nun an, die ufologischen Verschwörungstheorien wären nur ein Tarnmanöver einer irdischen „globalen Elite“, die damit von ihren Weltherrschaftsplänen ablenken wolle. Der britische Rechtsesoteriker David Icke verbreitet die Verschwörungstheorie, reptiloide Außerirdische aus dem Sternbild des Drachen wären seit Tausenden Jahren auf der Erde anwesend, um die Menschheit zu versklaven. Der deutsche Verschwörungstheoretiker Jan Udo Holey stellt in einem 1997 erschienenen Buch Ähnliches über Aldebaraner dar, die er zudem in Zusammenhang mit dem Mythos der Nazi-UFOs bringt.

## Bekannte Buchautoren, Ufologen und Organisationen

### Deutschsprachige Organisationen
- Forschungsgesellschaft für Archäologie, Astronautik und SETI (AAS), basierend auf der 1973 gegründeten Ancient Astronaut Society; eine präastronautische Organisation um Erich von Däniken
- Centrales Erforschungsnetz außergewöhnlicher Himmelsphänomene (CENAP), gegründet 1976, bekannteste deutsche Skeptiker UFO-Organisation
- Deutschsprachige Gesellschaft für UFO-Forschung (DEGUFO), gegründet 1993, Ziele sind die konkrete Erforschung und Analyse von UFO-Sichtungen, sowie die Glaubwürdigkeit des Phänomens hervorzuheben
- Deutsche Initiative für Exopolitik (Exopolitik Deutschland), eine 2007 gegründete Bürgerinitiative mit dem Ziel, seriöse Informationen zum UFO-Thema zu verbreiten. Propagiert die extraterrestrische Hypothese und beschäftigt sich mit den daraus resultierenden Implikationen für Politik und Gesellschaft.
- Gesellschaft zur Erforschung des UFO-Phänomens e. V. (GEP), gegründet 1972, Schwerpunkte sind Vor-Ort-Untersuchungen mit dem Ziel, „Aberglauben über UFOs abzubauen“.[103]
- Gesellschaft für Anomalistik e. V., gegründet 1999 mit dem Ziel, wissenschaftliche Untersuchungen in den Parawissenschaften anzuregen und zu fördern
- Gesellschaft zur wissenschaftlichen Untersuchung von Parawissenschaften e. V. (GWUP), gegründet 1987, eine Organisation der Skeptikerbewegung
- MUFON-CES e. V. (Mutual UFO Network – Central European Section)/ vormals Gesellschaft zur Untersuchung von anomalen atmosphärischen und Radar-Erscheinungen e. V., gegründet 1974, forscht am Phänomen und vertritt die nicht-irdische Herkunft von UFOs und ihrer Besatzungen
- Interdisziplinäre Gesellschaft zur Analyse anomaler Phänomene e. V. (IGAAP), gegründet im Oktober 2014 von vormaligen Mitgliedern des MUFON-CES. Kooperationspartner: National Aviation Reporting Center on Anomalous Phenomena (NARCAP) sowie The Foundation for Research into Extraterrestrial Encounters (FREE)

### Deutschsprachige Forscher und Autoren
- Johannes von Buttlar (* 1940), populärwissenschaftlicher Autor zu den verschiedensten Themen, wie Astrophysik bis hin zu kontroversen Titeln aus dem Bereich der Esoterik, UFOs, und dem Bermudadreieck
- Erich von Däniken (* 1935), Schweizer Schriftsteller auf dem Themengebiet Prä-Astronautik.
- Axel Ertelt (1954–2023), Autor zahlreicher Artikel über Paläo-Seti und das UFO-Phänomen, viele Jahre Mitglied in der Gesellschaft zur Erforschung des UFO-Phänomens (GEP) e. V. in Lüdenscheid und Autor des Buches (2014) Der UFO-Fall Reiner Haupt – Unglaubliche UFO-Manöver über Lüdenscheid
- Michael Hesemann (* 1964), Autor zahlreicher Bücher und Artikel über das UFO-Phänomen
- Illobrand von Ludwiger (1937–2023), Astrophysiker, vormals Vorsitzender der MUFON-CES, später in der IGAAP aktiv; widmete sich vor allem der Erforschung der physikalischen Wechselwirkungen der UFOs mit ihrer Umgebung
- Hans-Werner Peiniger (* 1957), Erster Vorsitzender der GEP; UFO-Forscher mit Schwerpunkt auf Zeugenbefragungen und Feldforschung
- Hans-Werner Sachmann (* 1951), Gründungsmitglied der deutschen Forschungsgesellschaft für Archäologie, Astronautik und SETI (A.A.S.) und Autor diverser Artikel über außerirdische Zivilisationen und Ufologie.
- Wilfried Stevens (* 1960), Autor diverser Artikel über Paläo-Seti, außerirdisches Leben und das Ufo-Phänomen.
- Karl L. Veit, Gründer und Präsident der Deutschen UFO/IFO-Studiengesellschaft e. V.
- Werner Walter (1957–2016), Gründer des CENAP; setzte sich kritisch mit dem Thema UFOs auseinander

### Internationale Organisationen
- Archaeology, Astronautics and SETI Research Association (A.A.S. R.A.), 1973 gegründet als Ancient Astronaut Society
- British UFO Research Association (BUFORA), gegründet 1964 mit Sitz in London, Großbritannien
- Center for UFO Studies (CUFOS), gegründet 1973
- The Disclosure Project, gegründet 1993, Organisation von Steven M. Greer, das die Ansicht vertritt, das der Militärisch-industrieller Komplex in den USA seit ca. 50 Jahren die Existenz außerirdischen Lebens vor der Öffentlichkeit verbirgt.
- Fund for UFO Research (FUFOR), gegründet 1979 (seit 2011 nicht mehr aktiv)
- Mutual UFO Network (MUFON), gegründet 1969
- National Investigations Committee On Aerial Phenomena (NICAP), gegründet 1956 (wurde 1980 aufgelöst)
- National UFO Reporting Center (NUFORC), gegründet 1974, mit Sitz in Washington, USA
- The Unidentified Aerospace Phenomena (UAP) Observations Reporting Scheme, ein im Rahmen des Internationalen Jahr der Astronomie 2009 initiiertes Projekt[104]
- Departamento de Investigación de Fenómenos Aéreos Anómalos (DIFAA, Peru), eine Abteilung der peruanischen Luftwaffe zur Aufklärung unidentifizierter Luftraumphänomene.

### Internationale Forscher und Autoren
- Thomas Townsend Brown (1905–1985), USA, Physiker und Entdecker des Biefeld-Brown-Effekts, Gründer der UFO-Organisation NICAP 1956
- Stanton Friedman (1934–2019), USA, Atomphysiker und Buchautor mit dem UFO-Absturz bei Roswell.
- Timothy Good, (* 1942), UK, Autor zahlreicher Bücher mit der Ausrichtung Geheimhaltung
- J. Allen Hynek (1910–1986), USA, Professor der Astronomie und astronomischer Berater der UFO-Untersuchungskommission der US Air Force 'Project Blue Book' (1947–1968), Autor des Buches UFO Experience (1972) und Gründer der UFO-Organisation CUFOS (1973)
- David M. Jacobs, (* 1942), USA, Professor für Geschichte an der Temple University, Autor mehrerer UFO Bücher und bekannt für seine Beschäftigung mit dem Phänomen der Entführungen durch Außerirdische
- Donald E. Keyhoe (1897–1988), USA, Major des US Marine Corps, Autor mehrerer UFO-Bücher, Direktor der UFO-Organisation NICAP (1957–1970)
- John E. Mack (1929–2004), USA, ein Psychiater und Buchautor, Professor für Psychiatrie an der Harvard University, Arbeitete an dem Phänomen der Entführungen durch Außerirdische
- James McDonald (1920–1971), USA, Professor des Atmosphärischen Instituts der Universität Arizona, einer der Initiatoren von Kongressanhörungen über UFOs, Mitglied des Condon Committee, unterbreitete der UN ein Statement zum UFO-Problem (7. Juni 1967)
- Nick Pope, UK, langjähriger Mitarbeiter des MoD, dabei von 1991 bis 1994 Direktor der für UFOs zuständigen Abteilung. Autor mehrere Bücher und Artikel zum UFO-Phänomen
- Kevin Randle (* 1949), USA, Captain der US Air Force, Autor diverser UFO-Bücher (unter anderem UFO-Absturz bei Roswell)
- Edward J. Ruppelt, USA, Captain der US Air Force, Mitarbeiter des Projekts Blue Book.
- Wendelle C. Stevens (1923–2010), USA, Autor diverser UFO-Bücher, 1991 war er Mitbegründer des International UFO Congress (IUFOC)
- Jacques Vallée (* 1939), F, diverse Buch-Veröffentlichungen zum UFO-Phänomen

### Dokumente
- Condon Report (USA, 1969)
- Project Hessdalen 1984 - Final Technical Report (N, 1983)
- Video: Pressekonferenz „Neue Untersuchung des UFO Phänomens“ (USA, 2007)
- Video: Pressekonferenz „UFOs und Nuklearwaffen“ (USA, 2010)

### Archive und Datenbanken
- The Roswell Files – Seite über Roswell mit einigen Regierungsdokumenten
- UFO Evidence – Sammlung von Dokumenten und Artikeln
- The Prufos Police Database – Datenbank mit UFO-Sichtungen britischer Polizeibeamter
- Ermittlungsunterlagen des FBI zum UFO-Phänomen (Memento vom 17. August 2004 im Internet Archive)

### Organisationen
- Centrales Erforschungsnetz außergewöhnlicher Himmelsphänomene (CENAP) nicht abrufbar 2. Juni 2024
- Deutschsprachige Gesellschaft für UFO-Forschung (DEGUFO)
- Gesellschaft zur Erforschung des UFO-Phänomens e. V. (GEP)
- Mutual UFO Network - Central European Society (MUFON-CES)
- Interdisziplinäre Gesellschaft zur Analyse anomaler Phänomene e. V. (IGAAP)